# Mitsuki Saitō
Mitsuki Saitō (jap. 齊藤 未月 Saitō Mitsuki; ur. 10 stycznia 1999 w Fujisawie) – japoński piłkarz grający na pozycji pomocnika w klubie Gamba Osaka, do którego jest wypożyczony z japońskiego Shonan Bellmare. W swojej karierze występował także w Rubinie Kazań.

## Sukcesy

### Klubowe
Shonan Bellmare
- Mistrz J2 League: 2017
- Zdobywca Pucharu J-League: 2018

## Statystyki kariery
| Klub               | Liga               | Liga               | Liga    | Liga   | Puchar kraju | Puchar kraju | Puchar ligi | Puchar ligi | Kontynentalne | Kontynentalne | Suma    | Suma   |
| Klub               | Sezon              | Poziom             | Występy | Bramki | Występy      | Bramki       | Występy     | Bramki      | Występy       | Bramki        | Występy | Bramki |
| ------------------ | ------------------ | ------------------ | ------- | ------ | ------------ | ------------ | ----------- | ----------- | ------------- | ------------- | ------- | ------ |
| Shonan Bellmare    | 2016               | J1 League          | 5       | 0      | 0            | 0            | 5           | 0           | –             | –             | 10      | 0      |
| Shonan Bellmare    | 2017               | J2 League          | 30      | 0      | 0            | 0            | 0           | 0           | –             | –             | 32      | 0      |
| Shonan Bellmare    | 2018               | J1 League          | 18      | 1      | 1            | 0            | 8           | 1           | –             | –             | 28      | 1      |
| Shonan Bellmare    | 2019               | J1 League          | 26      | 1      | 0            | 0            | 3           | 0           | –             | –             | 28      | 1      |
| Shonan Bellmare    | 2020               | J1 League          | 33      | 2      | 0            | 0            | 1           | 0           | –             | –             | 34      | 2      |
| Shonan Bellmare    | Łącznie            | Łącznie            | 112     | 4      | 1            | 0            | 17          | 1           | 0             | 0             | 130     | 5      |
| Rubin Kazań        | 2020/2021          | Priemjer-Liga      | 0       | 0      | 0            | 0            | –           | –           | –             | –             | 0       | 0      |
| Rubin Kazań        | 2021/2022          | Priemjer-Liga      | 2       | 0      | 0            | 0            | –           | –           | 1             | 0             | 3       | 0      |
| Rubin Kazań        | Łącznie            | Łącznie            | 2       | 0      | 0            | 0            | 0           | 0           | 1             | 0             | 3       | 0      |
| Gamba Osaka        | 2022               | J1 League          | 5       | 0      | 0            | 0            | 2           | 0           | –             | –             | 7       | 0      |
| Łącznie w karierze | Łącznie w karierze | Łącznie w karierze | 119     | 4      | 1            | 0            | 19          | 1           | 1             | 0             | 140     | 5      |